# Fritz Heer
Fritz Werner Heer (* 9. Mai 1959 in Bonn) ist ein ehemaliger deutscher Leichtathlet und Olympiateilnehmer.
Heer startete für die Bundesrepublik Deutschland von 1977 bis 1988 bei mehr als 20 Länderkämpfen und zahlreichen Meisterschaften. Heer gehörte dem Sportverein TV Wattenscheid 01 an.
Der Diplom-Kaufmann ist seit dem Jahr 2000 bei der Kreisverwaltung und seit Januar 2008 Kämmerer des Märkischen Kreises.

## Höhepunkte der sportlichen Karriere (nur Meistertitel)
- 1977 Deutscher Jugendmeister 60 m
- 1979 Deutscher Doppeljuniorenmeister 100 und 200 m
- 1979 Deutscher Meister 100 m
- 1979 Europacupfinale in Turin: Platz 6 über 100 m
- 1980 Nominierung für die boykottierten Olympischen Spiele in Moskau
- 80er Jahre mehrfach Deutscher Hochschulmeister sowie mehrfacher Meister mit der 4 × 100- und 4 × 200-m-Staffel und mehrfach Deutscher Mannschaftsmeister
- 1982 Internationaler Meister von Kuwait über 100 m
- 1983 Studentenweltmeisterschaften in Edmonton/Canada: Platz 9 über 100 m
- 1987 Weltmeisterschaften: Platz 5 mit der 4 × 100-m-Staffel
- 1988 Olympische Spiele in Seoul: Platz 6 mit der 4 × 100-m-Staffel

## Bestzeiten und Rekorde
- 1979 inoffizieller Hallenweltrekord bei den Hessischen Hallenmeisterschaften über 60 m: 6,4 s
- 1988 deutscher Rekord 4 × 100 m: 38,54 s
- 60 m (handgestoppt): 6,4 s
- 60 m (elektronisch): 6,67 s
- 100 m (elektronisch): 10,29 s
- 200 m (elektronisch): 20,79 s
- 4 × 100 m: 38,54 s